# Notre Dame de l’Ermitage

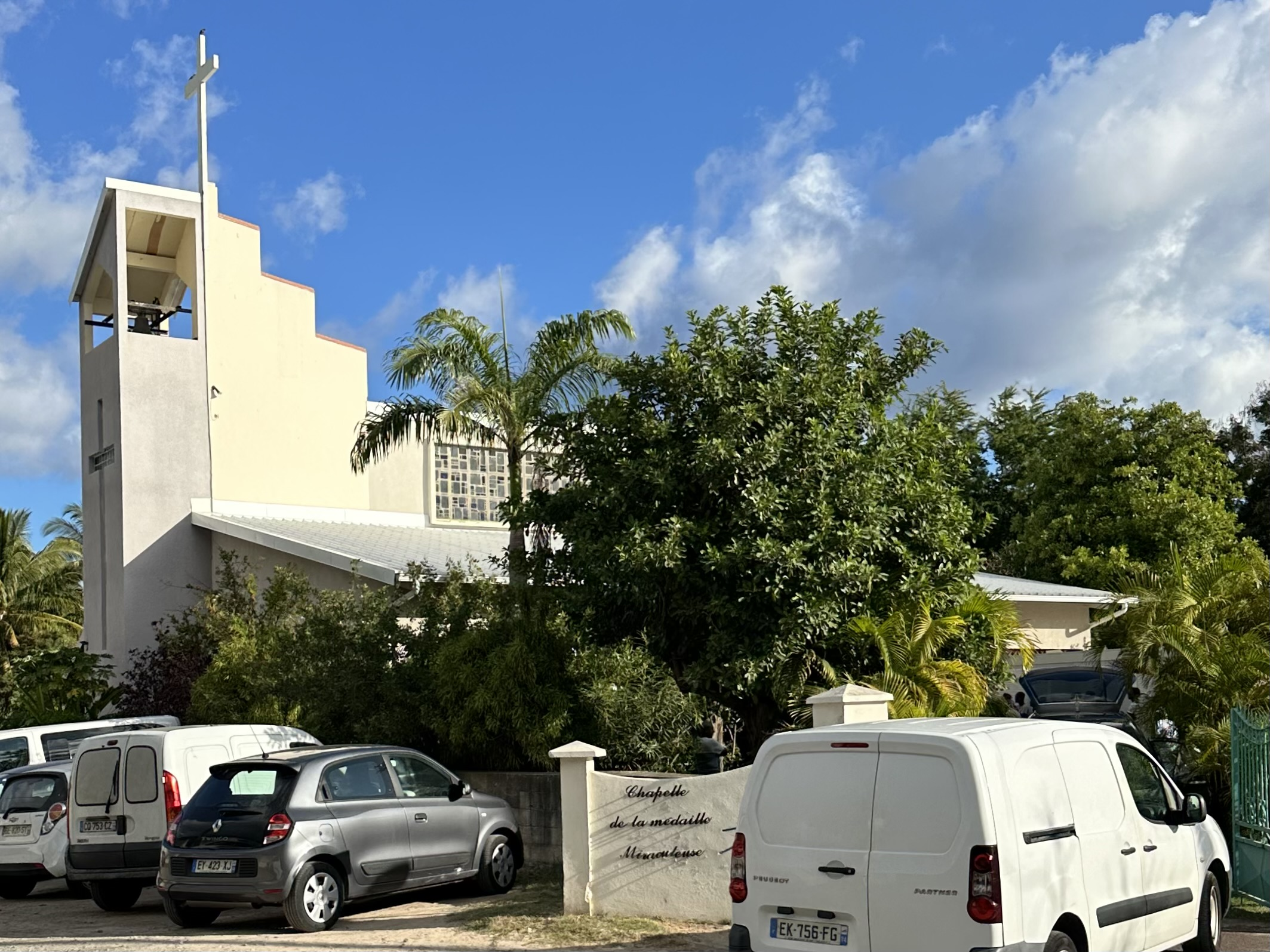
Notre Dame de l’Ermitage, 2024

Notre Dame de l’Ermitage (auch Chapelle de la médaille miraculeuse) ist eine römisch-katholische Kapelle in der Gemeinde Saint-Paul auf der im Indischen Ozean gelegenen französischen Insel Réunion im Bistum Saint-Denis-de-La Réunion. Sie gehört zur Pfarrei Notre-Dame-de-la-Paix in Saint-Gilles-les-Bains.
Die Kapelle befindet sich auf der Südseite der Straße Ruelle des Ajoncs in L’Ermitage-les-Bains am rechten Ufer der Ravine de l’Ermitage, nahe ihrer Mündung in den Ozean.
An der Ostseite der modernen Kapelle erhebt sich ein weißer, von einem Kreuz bekrönter Glockenturm. In seine Ostfassade ist ebenfalls ein großes Kreuz eingearbeitet.